# Hagudi raba
Hagudi raba är en mosse i Estland. Den är belägen i landskapet Raplamaa, i den centrala delen av landet, 40 km söder om huvudstaden Tallinn. Norr om mossen ligger småköpingen Hagudi. Den avvattnas av Kodila jõgi.